# Referendum in Nordirland 1998

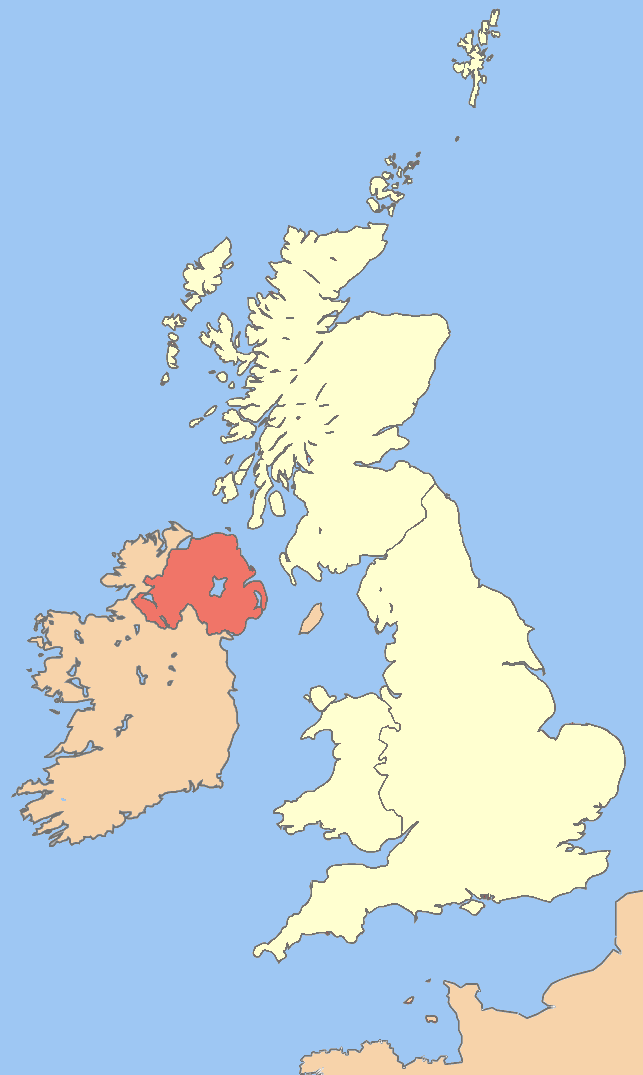
Lage Nordirlands im Verhältnis zum übrigen Vereinigten Königreich

Am 22. Mai 1998 wurde ein Referendum in Nordirland über die Annahme der Ergebnisse des sogenannten Karfreitagsabkommens (Good Friday Agreement) abgehalten. Bei einer ungewöhnlich hohen Wahlbeteiligung stimmte eine deutliche Mehrheit der Abstimmenden für die Annahme des Abkommens.

## Hintergrund
Seit der Teilung Irlands 1920 durch den Government of Ireland Act in Süd-Irland (die spätere Republik Irland) und das beim Vereinigten Königreich verbliebene Nordirland war letzteres ein Unruheherd geblieben. Während die Republik Irland in ihrer Verfassung das Gebot zur Wiedervereinigung Irlands festschrieb, war die Politik Nordirlands ganz und gar durch die dortige protestantische unionistisch gesinnte Mehrheitsbevölkerung dominiert. Die katholische Minderheit wurde systematisch diskriminiert. Ende der 1960er Jahre kam es in Nordirland zu andauernden Unruhen, die dazu führten, dass die britische Armee nach Nordirland entsandt wurde. 1972 wurden schließlich das von protestantischen Unionisten dominierte Parlament und die Regionalregierung Nordirlands suspendiert und Nordirland direkt unter die Kontrolle der Londoner Regierung gestellt. Am 8. März 1973 wurde ein Referendum über die staatliche Zugehörigkeit Nordirlands abgehalten. Im Referendum entschieden sich eine Mehrheit der Abstimmenden für den Verbleib im Vereinigten Königreich. Allerdings hatte die große Mehrheit der Katholiken die Abstimmung boykottiert.
Danach wurden die Selbstverwaltung Nordirlands neu geregelt und mit dem Abkommen von Sunningdale eine Teilung der politischen Macht zwischen Unionisten und irischen Nationalisten vereinbart. Extremistische Gruppierungen erkannten dieses Abkommen jedoch nicht an, so dass es weiter zu Terroraktionen kam.
Nach längeren Verhandlungen zwischen den Regierungen in London und Dublin wurde am 10. April 1998 das sogenannte Karfreitagsabkommen mit dem Ziel einer dauerhaften Befriedung Nordirlands unterzeichnet. Kernpunkte des Abkommens waren die Entwaffnung der Paramilitärs auf beiden Seiten, die verstärkte Zusammenarbeit zwischen den Behörden Nord- und Süd-Irlands, die Streichung des Gebots der Wiedervereinigung aus der Verfassung der Republik Irland und die Bereitschaft Londons, eine Wiedervereinigung Irlands zu akzeptieren, falls dies der Mehrheitswille der Bevölkerung wäre. In dem Abkommen wurde zur Bedingung gemacht, dass sowohl die Bevölkerung Nordirlands als auch die Bevölkerung der Republik Irland diesem in separaten Volksabstimmungen zustimmen müssten.
Fast alle politischen Gruppierungen Nordirlands empfahlen den Wählern die Annahme des Referendums. Zu den Befürwortern zählten die Ulster Unionist Party, die Social Democratic and Labour Party, Sinn Féin, die Alliance Party of Northern Ireland, die Progressive Unionist Party und die Ulster Democratic Party. Ablehnend verhielt sich die Democratic Unionist Party.

## Das Referendum
Beide Referenden – in Nordirland und in der Republik Irland – fanden am selben Tag parallel statt. Die den Abstimmenden in Nordirland vorgelegte Frage lautete:

“Do you support the agreement reached in the multi-party talks on Northern Ireland and set out in Command Paper 3883?”

„Stimmen Sie dem Übereinkommen, das bei den Mehrparteien-Gesprächen über Nordirland erreicht wurde und in dem Ergebnispapier 3883 [dem Karfreitagsabkommen] festgehalten ist, zu?“

Im Ergebnis stimmte eine deutliche Mehrheit der Abstimmenden mit „Ja“:
| Vorschläge        | Stimmen absolut | Stimmenanteil prozentual | Stimmenanteil prozentual |
| Vorschläge        | Stimmen absolut | der gültigen Stimmen     | aller Wahlberechtigten   |
| ----------------- | --------------- | ------------------------ | ------------------------ |
| Ja                | 676.966         | 71,1 %                   | 57,6 %                   |
| Nein              | 274.879         | 28,9 %                   | 23,4 %                   |
| Ungültige Stimmen | 1.738           | –                        | 0,1 %                    |

Die Wahlbeteiligung lag bei 81,1 % und damit ungewöhnlich hoch für eine Wahl in Nordirland. Nach Schätzungen waren ungefähr 147.000 Wähler mehr mobilisiert worden, als bei sonstigen Wahlen. In der benachbarten Republik Irland wurde die analoge Referendums-Frage sogar von 94,4 % der Bevölkerung befürwortet, bei allerdings niedrigerer Wahlbeteiligung. In Nordirland wurden bewusst keine einzelnen Wahlkreisergebnisse bekanntgegeben, um zu vermeiden, dass detailliertere Rückschlüsse auf das Wahlverhalten der Bevölkerung in katholischen und protestantischen Bezirken gezogen würden. Schätzungen zufolge hatten bis zu 97 % der Katholiken bzw. irischen Nationalisten und etwa 51 bis 53 % der Protestanten bzw. Unionisten mit „Ja“ gestimmt.

## Folgen
Da beide Referenden durch die Wähler positiv beantwortet wurden, konnten die Vereinbarungen des Karfreitagsabkommens umgesetzt werden. Am 25. Juni 1998 erfolgte die erste Wahl zur neu eingerichteten Northern Ireland Assembly (Nordirland-Versammlung). Das Karfreitagsabkommen führte nach Jahrzehnten der Gewalttätigkeiten mit Hunderten Toten auf beiden Seiten zu einer Befriedung Nordirlands. In einer Rückschau der BBC, 15 Jahre nach dem Abkommen, bewerteten beide Seiten die damals erzielten Übereinkommen überwiegend positiv.